# VGN-Klasse EL-C
Die EL-C der Virginian Railway (VGN) waren von General Electric (GE) gelieferte Elektrolokomotiven für 11 kV 25 Hz Wechselstrom. Sie wurden zur Beförderung von Kohlenzügen auf dem elektrifizierten Abschnitt Elmore–Roanoke der Hauptstrecke der Bahn eingesetzt wurden. Nach Einstellung des elektrischen Betriebs bei der Virginian Railway kamen die Lokomotiven zur New Haven und wurden auch von den Nachfolgebahnen übernommen, bis sie Anfang der 1980er Jahre ausrangiert wurden.

## Geschichte
Die Virginian Railway nahm in den 1950er-Jahren 12 Lokomotiven mit Quecksilberdampfgleichrichter in Betrieb. Sie lösten die ab 1925 gelieferten ersten für den elektrischen Betrieb der Bahn gebauten Lokomotiven der Baureihen EL-3A ab, welche das Ende ihrer Lebensdauer erreicht hatten. Die erste EL-C wurde im August 1955 abgeliefert, die restlichen 11 Lokomotiven folgten zwischen Oktober 1956 und Januar 1957.
1959 wurde die Virginian Railway von der Norfolk and Western Railway (N&W) übernommen, welche am elektrischen Betrieb kein Interesse mehr hatte und diesen am 30. Juni 1962 einstellte. Die Lokomotiven mit der Nummer 230 wurde zu einem Road Slug umgebaut – eine Einheit, die den Strom für die Fahrmotoren von einer benachbarten Diesellokomotive erhält und somit nur dazu dient, die Anzahl angetriebener Achsen zu erhöhen, nicht aber die Leistung für die Zugförderung. Sie wurde mit der neuen Nummer 180 versehen.
Alle EL-C Lokomotiven gelangten 1963 zur New York, New Haven and Hartford Railroad (NH), besser bekannt unter dem Namen New Haven. Diese Bahn war beinahe zahlungsunfähig, weshalb die Lokomotiven von der N&W zu einem sehr günstigen Preis abgegeben wurden. Alle Lokomotiven, die Ersatzteile eingeschlossen, wechselten für nur 300.000 US-Dollar den Besitzer, was ungefähr dem Neupreis einer einzigen Lokomotive entsprach. Bei der New Haven wurden die Lokomotiven als EF-4 bezeichnet für „Electric Freight Class 4“ und erhielten von den Eisenbahnern die Spitznamen Virginians nach ihrer Herkunft und Bricks „Backsteine “nach ihrem Aussehen. Nachdem die Lokomotiven vom Kohlenstaub des früheren Eigentümers gereinigt worden waren, wurden die elf Lokomotiven mit den neuen Nummern 300 bis 310 im Güterzugdienst eingesetzt, die zum Road Slug umgebaute N&W 180 erhielt die Nummer NH 311, diente aber nur noch als Ersatzteilspender. Die 301 wurde nach einem Unfall verschrottet.
Zur Penn Central gelangten noch zehn Lokomotiven, die als Baureihe E33 bezeichnet wurden, wobei die 33 für 3.300 PS stand. Die neuen Nummern waren 4601 bis 4610. Die Lokomotiven blieben zunächst in ihrem angestammten Einsatzgebiet. Gleichzeitig mit der Bildung von Conrail entstand auch Amtrak, welche den Northeast Corridor nördlich von New York City übernahm und dort keinen Güterverkehr mehr zuließ. So gelangten die E33 südlich von New York City auf dem ehemaligen Streckennetz der Pennsylvania Railroad zum Einsatz, wo sie bis zur Einstellung des elektrischen Betriebes im März 1981 im Einsatz blieben.
Zwei Lokomotiven sind erhalten geblieben: die ehemalige VGN 135 steht im Virginia Museum of Transportation in Roanoke, die ehemalige VGN 132 kam zuerst zum Railroad Museum of New England und wurde im August 2015 an das Illinois Railway Museum abgegeben.

## Technik
Der aus der Fahrleitung entnommene Strom wurde von einem Transformator auf eine für die Fahrmotoren geeignete Spannung heruntergesetzt, die mit einem Stufenschalter geregelt werden konnte. Der Strom wurde von Einanodengleichrichtern in Gleichstrom gewandelt und den Fahrmotoren zugeführt. Auf Grund des Gleichrichters erhielten die Lokomotiven bei der VGN den Spitznamen AC Rectifiers vom Bahnpersonal. Der Gleichrichter bestand aus 12 im Durchmesser 30 cm messenden Ignitron-Röhren, die mit Quecksilberdampf arbeiteten. Eine Schwachstelle bezüglich Zuverlässigkeit war die Ansteuerung der Zündelektrode und die Kühlung des Systems.
Die elektrische Ausrüstung war in einem Aufbau mit kurzem und langem schmalen Vorbau untergebracht, wie er für nordamerikanische Diesellokomotiven üblich ist und als Road-Switcher-Anordnung bezeichnet wird. Der einzige Stromabnehmer war über dem Führerhaus angeordnet. Der Antrieb erfolgte über sechs Tatzlager-Fahrmotoren, die in zwei 3-achsigen Drehgestellen untergebracht waren.